# Mare de Déu dels Torrents
|  | Aquest article tracta sobre el santuari de la Mare de Déu dels Torrents de Vimbodí i Poblet (Conca de Barberà). Si cerqueu el santuari de la Mare de Déu dels Torrents d'Espunyola (Berguedà), vegeu «Santuari de la Mare de Déu dels Torrents». |

La Mare de Déu dels Torrents és un petita església d'estructura molt senzilla al terme municipal de Vimbodí i Poblet (Conca de Barberà) protegit com a bé cultural d'interès local. El reverend Magí Alandó, farmacèutic del cenobi de Poblet, va erigir aquest temple amb el permís de l'abat Josep Escuder el 1714, com diu una inscripció que hi ha a la façana. La imatge de la Verge fou trobada el 1484 dins un canyar i l'abat Juan Payo Coello hi va fer construir una ermita gòtica. Malmesa l'escultura el 1936, va ser restaurada.
A la façana principal s'obre una porta allindanada per sobre una fornícula amb una imatge, a continuació una petita rosassa i està rematada per un petit campanar d'espadanya. La imatge que hi ha dins de la fornícula és de pedra policromada, de 86 centímetres d'alçada, i representa a la Mare de Déu amb el nen al braç dret i un colom al braç esquerre. La fornícula està decorada amb un arc conopial rematat amb una bola i, a la part inferior, hi ha una inscripció que explica la construcció del temple.